# From the Cradle to Enslave
From the Cradle to Enslave è il secondo EP del gruppo musicale britannico Cradle of Filth, pubblicato il 2 novembre 1999 dalla Music for Nations.
Contiene due pezzi inediti, due cover, un remix e una traccia "risuonata".

## Il singolo
Per la traccia che dà il titolo all'EP è stato girato un videoclip: il primo per i Cradle of Filth. È stato diretto da Alex Chandon, regista del film che vede protagonista lo stesso Dani Filth: Cradle of Fear.
Di questo videoclip, esistono due versioni: censored e uncensored. La seconda contiene immagini di violenza estrema e alcuni nudi. Entrambe le versioni si possono trovare nel VHS/DVD PanDaemonAeon, pubblicato lo stesso anno.

## Curiosità
- L'album è stato registrato nel corso di un periodo di stravolgimenti per la band: andirivieni di batteristi, Gian Pyres (poi rientrato) ha lasciato prima della pubblicazione dello stesso, mentre, Stuart Anstis e Lecter subito dopo.

## Edizioni
Nell'edizione uscita negli Stati Uniti, il 14 dicembre del 1999, il remix, Pervert's Church (From the Cradle to Deprave), è stato sostituito da un'altra cover: Dawn of Eternity dei Massacre.

## Tracce
Testi a cura di Dani Filth, musiche dei Cradle of Filth, eccetto dove indicato.

### Versione Standard
1. From the Cradle to Enslave – 6:34
2. Of Dark Blood and Fucking – 6:00
3. Death Comes Ripping – 1:56 – cover dei Misfits
4. Sleepless – 4:17 – cover degli Anathema
5. Pervert's Church (From the Cradle to Deprave) – 4:55 – remix fatto da Damien Clarke e Lecter
6. Funeral in Carpathia (Be Quick or Be Dead Version) – 8:07

### Edizione U.S.A.
1. From the Cradle to Enslave – 6:36
2. Of Dark Blood and Fucking – 6:03
3. Death Comes Ripping – 1:57 – cover dei Misfits
4. Sleepless – 4:19 – cover degli Anathema
5. Funeral in Carpathia (Be Quick or Be Dead Version) – 8:09
6. Dawn of Eternity – 6:25 – cover dei Massacre

## Formazione
Gruppo
- Dani Filth - voce
- Stuart Anstis - chitarra
- Gian Pyres - chitarra
- Robin Eaglestone - basso
- Lecter - tastiere
- Adrian Erlandsson - batteria (Of Dark Blood and Fucking, Dawn of Eternity)

Corista
- Sarah Jezebel Deva - voce addizionale

Altri musicisti
- Nicholas Barker - batteria (Funeral in Carpathia (Be Quick or Be Dead Version))
- Was Sarginson - batteria (From the Cradle to Enslave, Death Comes Ripping, Sleepless)